# Ikki Sasaki
Ikki Sasaki (佐々木 一輝 Sasaki Ikki?), född 19 februari 1991 i Tokushima prefektur, är en japansk fotbollsspelare.
Sasaki började sin karriär 2013 i Tokushima Vortis. 2017 flyttade han till Kataller Toyama.